# Читтур (округ)
13°12′58″ пн. ш. 79°05′59″ сх. д. / 13.21622° пн. ш. 79.0997° сх. д.
Читтур — один із восьми районів регіону Раяласіма в індійському штаті Андхра-Прадеш. Згідно з переписом 2011 року населення округу становило 1 872 951 осіб. Адміністративний центр округу знаходиться в місті Читтур.

## Історія
Територія округу Читтур під час британської колонізації належала до округу Північний Аркот, заснованого британцями в 19 столітті. Округ Читтур був утворений 1 квітня 1911 року талуками Читтур, Паламанера та Чандрагірі. Після здобуття Індією незалежності в 1947 році округ Читтур став частиною колишнього штату Мадрас.
1 квітня 1960 року, основну частину талуки Тіруттані було передано до округу Ченгалпатту в обмін на талук Сатьяведу, що охоплює 186 сіл. У 1985 році округ був організований у 66 доходних мандалів 4 квітня 2022 року округ знову було реорганізовано з 31 мандалом і 4 відділами.
Округи Аннамайя та Тірупаті були сформовані з частин округу Читтур та інших сусідніх округів. Це призвело до того, що район став переважно сільським і втратив центральні навчальні заклади та медичну інфраструктуру.

## Економіка
Основними продуктами сільського господарства є цукрова тростина, арахіс, помідори, манго, молоко, м'ясо та рибництво. Основу промисловості та сфери послуг складають будівництво, електроенергетика, промислове виробництво, освіта та рента на житло.

## Демографія
Після реорганізації в районі проживало 1 872 951 жителів, з яких 368 644 (19,68 %) проживали в містах. Співвідношення статей становить 993 жінки на 1000 чоловіків.
За даними перепису 2011 року, 73,23 % населення розмовляли мовою телугу, 16,75 % тамільською та 8,72 % урду як рідною мовою. Телугу є основною офіційною мовою округу разом з англійською. Тамільська мова широко поширена в прикордонних районах, особливо в Куппамі.

## Освіта
Дравідійський університет є єдиним університетом округу після реорганізації.